# Regina Henscheid

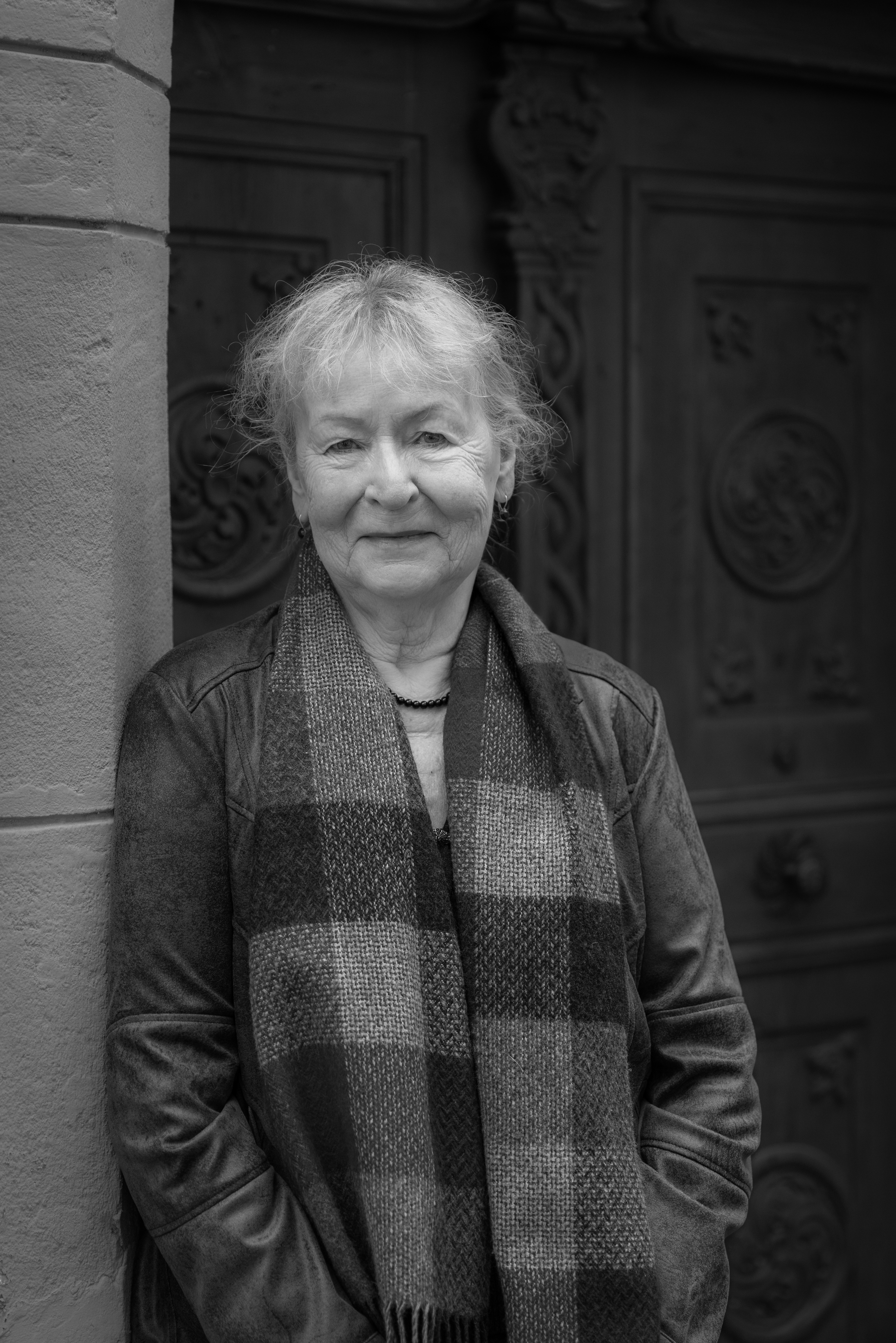
Regina Henscheid

Regina Henscheid (* 25. Oktober 1942 in Güstrow, Mecklenburg, als Regina Angenend) ist eine deutsche Herausgeberin historischer Briefwechsel, Belletristikautorin und (Gelegenheits-)Zeichnerin.
Sie ist mit dem Schriftsteller Eckhard Henscheid verheiratet.

## Leben
Regina Henscheid studierte an der Johann Wolfgang Goethe-Universität in Frankfurt am Main Anglistik und Romanistik und unterrichtete in Gymnasien in Bad Homburg und Frankfurt. 1982 heiratete sie den Schriftsteller Eckhard Henscheid. Sie war befreundet mit zahlreichen Mitgliedern der Neuen Frankfurter Schule, darunter Robert Gernhardt und dessen Frau, der Malerin Almut Gernhardt, mit F.W. Bernstein, Bernd Eilert und deren Frauen. Das Komikverständnis und die Sprachkraft der Neuen Frankfurter Schule übten starken Einfluss auf Regina Henscheid aus. Sie verfasste unter dem Pseudonym Hella-Dore Tietjen einen parodistischen Roman zur Frauenfrage, war an Eckhard Henscheids Die Zwicks in verschiedenen Kapiteln beteiligt und schrieb einen Katzenroman. Seit den 2000er Jahren befasst sich Regina Henscheid mit dem Briefwechsel des preußischen Generals August Neidhardt von Gneisenau und seiner Frau. Regina Henscheid lebt seit 2008 in Amberg.

## Bibliographie
- als Hella-Dore Tietjen: … und sie verpfuschten mir mein Leben : Ein Mädchen aus brauner Zeit. Haffmans, Zürich 1988, ISBN 3-251-00133-7.
- mit Eckhard Henscheid: Die Zwicks : Fronvögte, Zwingherrn und Vasallen : Die Geschichte einer bedeutenden Familie. Haffmans, Zürich 1995, ISBN 3-251-00272-4.
- Die Memoiren des Miez. Rowohlt, Reinbek 2018, ISBN 978-3-688-11224-1.
- Gneisenau : Auf den Spuren eines Kriegers in Preußen und Polen. Büro Wilhelm Verlag, Amberg 2021, ISBN 978-3-948137-45-8.
- Inspektor Mühlibodens Sturz und Fall : Eine Fantasie. Büro Wilhelm Verlag, Amberg 2022, ISBN 978-3-948137-67-0.
- Mühlibodens Glück. Eine Fantasie. Büro Wilhelm Verlag, Amberg 2024, ISBN 978-3-948137-85-4.

als Herausgeberin:
- Briefe des August Neidhardt von Gneisenau an seine Frau, 1796–1831. Aus dem Bestand des Geheimen Staatsarchiv Preußischer Kulturbesitz Berlin-Dahlem. Transkribiert und herausgegeben von Regina Henscheid. 4 Bände. Büro Wilhelm Verlag, Amberg:
  - Band 1: Hundert Briefe : Hauptmann Neidhardt von Gneisenau schreibt an seine Frau, 1796–1806. 2017, ISBN 978-3-943242-86-7.
  - Band 2: Unfrieden und Krieg : Neidhardt von Gneisenau schreibt an seine Frau 1809–1815. 2017, ISBN 978-3-943242-87-4.
  - Band 3: Nach dem Triumph : General Graf Gneisenau schreibt an seine Frau 1815–1822. 2019, ISBN 978-3-948137-02-1.
  - Band 4: Letzte Jahre : Generalfeldmarschall Graf Gneisenau schreibt an seine Frau 1823–1831. 2021, ISBN 978-3-948137-41-0.
  - Register zu Band 1 bis 4, ohne ISBN direkt bei Büro Wilhelm Verlag beziehbar.
- Caroline : Gräfin Gneisenau schreibt an ihren Mann – 1831. Büro Wilhelm Verlag, Amberg 2023, ISBN 978-3-948137-70-0.